# Словенске-Криве
Словенске-Криве (словац. Slovenské Krivé) — село и одноимённая община в районе Гуменне Прешовского края Словакии. В письменных источниках начинает упоминаться с 1478 года.

## География
Село расположено в юго-восточной части края, в Низких Бескидах, к востоку от реки Лаборец, при автодороге 3847. Абсолютная высота — 247 метров над уровнем моря. Площадь муниципалитета составляет 6,39 км².

## Население
| Год:                | 1994 | 2004    | 2014    | 2024    |
| ------------------- | ---- | ------- | ------- | ------- |
| Количество человек: | 129  | 139     | 126     | 123     |
| Разница:            |      | +7,75 % | −9,35 % | −2,38 % |

По данным последней официальной переписи 2011 года, численность населения Словенске-Криве составляла 134 человек.
Национальный состав населения (по данным переписи населения 2011 года):
| Национальность | Численность, человек |
| -------------- | -------------------- |
| словаки        | 132                  |
| русины         | 2                    |